# وی‌ام‌ال وای‌اندآر
وی‌ام‌ال‌وای‌اندآر (به انگلیسی: VMLY&R)، یک شرکت آمریکایی در زمینه بازاریابی و ارتباطات است که خدماتی مانند تبلیغات، رسانه‌های دیجیتال و اجتماعی، بازاریابی و مشاوره هویت برند ارائه می‌دهد.
این شرکت در اثر ادغام VML (تأسیس ۱۹۹۲) و Y&R (تأسیس ۱۹۲۳) شکل گرفت. این شرکت، زیرمجموعه‌ای از دبلیوپی‌پی، شرکت چندملیتی در حوزه تبلیغات و روابط عمومی است. VMLY&R با بیش از ۱۳,۰۰۰ کارمند در بیش از ۸۰ دفتر در سراسر جهان فعال است.
در اکتبر ۲۰۲۳، دبلیوپی‌پی اعلام کرد که شرکت VMLY&R با واندرمن تامپسون ادغام شده و یک نهاد ترکیبی جدید به نام VML ایجاد می‌کند که از ۱ ژانویه ۲۰۲۴ فعالیت خود را آغاز می‌کند.